# Undone (The Sweater Song)
Undone (The Sweater Song) è il primo singolo estratto dall'album di debutto della band alternative rock - emo americana Weezer, pubblicato nel 1994.

## Tracce
1. Undone (The Sweater Song) - 5:05 (Cuomo)
2. Mykel And Carli - 2:54
3. Susanne - 2:48
4. My Evaline - 0:44

## Formazione
- Rivers Cuomo - voce e chitarra
- Brian Bell - chitarra
- Matt Sharp - basso
- Patrick Wilson - batteria

## Video musicale
Il video, diretto da Spike Jonze, è stato ripreso in un unico piano sequenza, con una steadicam che segue il gruppo mentre suona il brano in uno studio televisivo, dove irrompe un branco di cani.